# Hypsiboas fasciatus
Espèce
Synonymes
- Hyla fasciata Günther, 1858

Statut de conservation UICN

 LC  : Préoccupation mineure
Hypsiboas fasciatus est une espèce d'amphibiens de la famille des Hylidae.

## Distribution
Cette espèce se rencontre entre 730 et 1 530 m d'altitude :
- en Équateur dans les provinces de Zamora-Chinchipe, de Pichincha et de Morona Santiago ;
- au Pérou dans la région d'Amazonas.

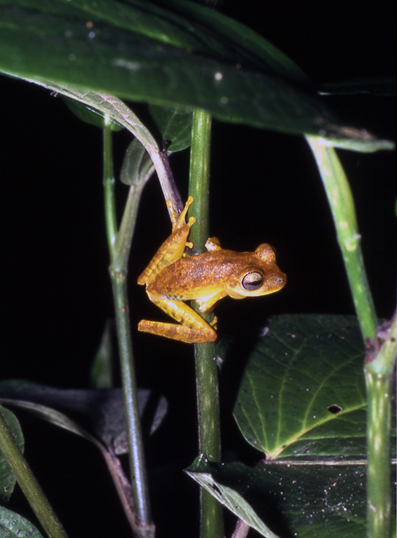
Hypsiboas fasciatus

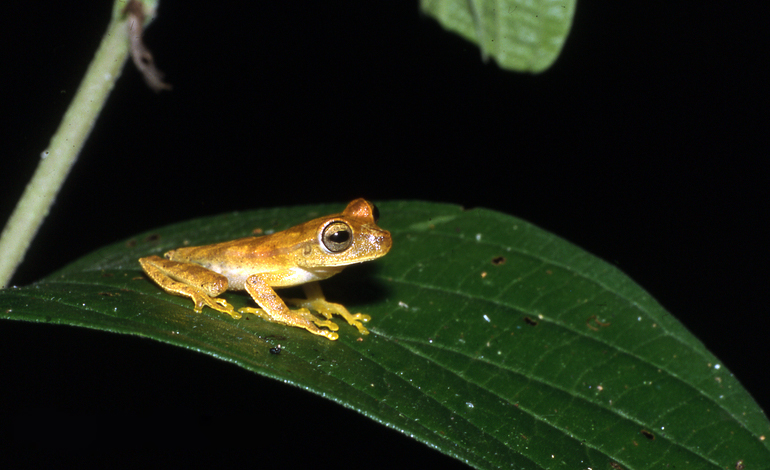
Hypsiboas fasciatus

## Publications originales
- Günther, 1858 : Catalogue of the Batrachia Salientia in the collection of the British Museum (texte intégral).
- Günther, 1858 : Neue Batrachier in der Sammlung des Britischen Museums. Archiv für Naturgeschichte, vol. 24, no 1, p. 319-328 (texte intégral).